# ایستگاه قطار شهری سعدی
ایستگاه قطار شهری سعدی یکی از ایستگاه‌های خط ۲ قطار شهری مشهد است که در میدان سعدی قرار دارد. این ایستگاه در تاریخ ۲۹ اسفند ۱۳۹۶ به بهره‌برداری رسید.